# Sinagoga de Hèlsinki
La Sinagoga de Hèlsinki (en finès: Helsingin synagoga) és un edifici religiós a la ciutat de Hèlsinki (en suec: Helsingfors) es tracta d'una de les dues sinagogues a Finlàndia. Situada en el districte de Kamppi (Kampen), la sinagoga és utilitzada per la comunitat jueva de 1200 membres de Hèlsinki. L'edifici de la sinagoga, va ser dissenyat per l'arquitecte Jac. Ahrenberg (1847-1914) un nadiu de Viipuri (ara a Rússia), va ser acabada l'any 1906.